# Qu Yuan

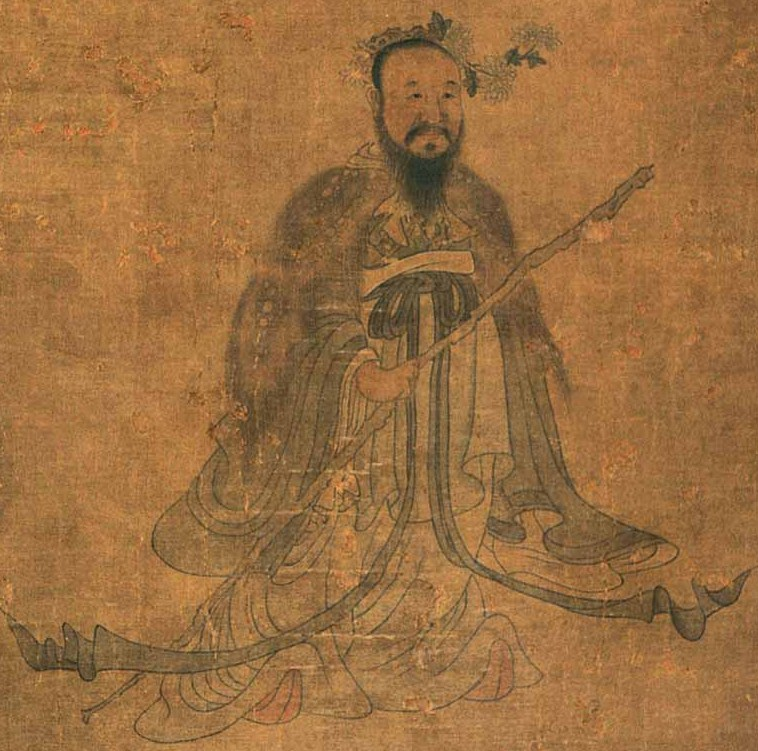
Portret van Qu Yuan

Qu Yuan (Chinees: 屈原; pinyin: Qū Yuán) (339 v.Chr. - 278 v.Chr.) was een Chinees dichter die leefde in de zuidelijke staat Chu tijdens de periode van de Strijdende Staten. Hij wordt ook wel Chu Yuan of Ai guo de Qu Yuan (vaderlandslievende Qu Yuan) genoemd en wordt gezien als de vader van de Chinese poëzie.
Er is weinig van zijn leven bekend, behalve dat hij zeer geleerd was en een van de meest loyale bedienden van de keizer was. Hij stond dicht bij het volk en was het dan soms ook niet eens met de keizer omdat hij betere omstandigheden voor het volk wilde hebben.

## Het verhaal
De keizer van een vijandige Chinese staat wilde de staat van Qu Yuan aanvallen. Qu Yuan wist dit. Hij probeerde zijn eigen keizer te waarschuwen maar zonder resultaten. De adviseurs van de keizer waren (waarschijnlijk) jaloers op Qu Yuan, dus zeiden ze verschrikkelijke dingen om hem naar beneden te halen. Helaas geloofde de keizer hen en hij dwong de poëet terug te keren naar zijn dorp. De keizer werd vermoord door de keizer van de andere staat. Deze nieuwe keizer verbande Qu Yuan opnieuw uit zijn land. Qu Yuan begon rond te zwerven. In deze tijd heeft hij de meeste van zijn gedichten geschreven, waaronder zijn gedichten uit de Chu ci (楚辭, liederen van het zuiden). Van slag dat hij het vertrouwen van de keizer was verloren, besloot Qu Yuan zijn leven te beëindigen. Dus op de vijfde dag van de vijfde maanmaand (Chinese jaartelling) sprong hij in de Milo Rivier en verdronk. De mensen in het dorp vonden Qu Yuan een zeer nobele man en waren bedroefd toen ze hoorden over zijn dood. Als een manier om hun respect voor hem te tonen gooiden ze bamboebladeren gevuld met rijst in de rivier en sloegen ze op trommels. Ze wilden er op deze manier voor zorgen dat de vissen zijn lichaam niet vernietigden. Om de poëet te herdenken maakten de mensen van het dorp kleefrijstballen gewikkeld in bamboebladeren (zong zi) en hielden ze elk jaar bootraces op diezelfde dag (ergens rond mei en juni). Daarom wordt deze dag nu ook wel het “Drakenbootfeest” genoemd. Opdat we ons altijd Qu Yuans toewijding aan de keizer zullen herinneren.

## De visser
Dit is een deel van het verhaal dat plaatsvond in de tijd dat Qu Yuan begon rond te zwerven.
Door het rondwerven na zijn verbanning begon Qu Yuans gezondheid er langzaam op achteruit te gaan. Op een dag kwam Qu Yuan een visser tegen. Deze vroeg aan hem waarom hij er zo bedroefd uitzag. Hierop antwoordde Qu Yuan dat hij zo graag zijn land wou helpen en dat hij het vertrouwen van de keizer wilde winnen. De visser vond dat hij niet met zo’n zwaar hart naar het leven moest kijken en dat er zoveel andere staten waren die in verderf vielen, waarvan de ministers het ook niet kon schelen. Waarom zou je je zoveel zorgen maken? Zolang je zelf maar geld hebt om goed te kunnen leven, kijk om je heen en geniet van de landschappen. Qu Yuan lacht en zegt: ”Een oude man als u kan dat misschien. Maar ik heb zoveel zorgen en na wat ik heb meegemaakt kan ik niet meer genieten van het landschap.” De visser schudt zijn hoofd en vaart weg. Qu Yuan kon niks doen voor zijn land en hij voelde dat niemand hem begreep. Hij klemde zich vast aan een grote rots en sprong in de rivier en verdronk. Vaderlandslievende Qu Yuan is eindelijk onder water gezonken en voor eeuwig van de wereld van de mensheid verdwenen.

## Literaire herinnering
De dichter Du Fu (712 - 770) wijdde een millennium later het gedicht "Denkend aan Li Bai aan de horizon" aan Qu Yuan. In de laatste regel roept hij op als herdenking een gedicht in de Milo-rivier te gooien.

## Gedichtfragment van Qu Yuan
Dien ik eerlijk te spreken, niets te verbergen

en zo mijzelf in gevaar te brengen,

of moet ik met de meute uit zijn

op rijkdom en aanzien?

## In Nederlandse vertaling
- "Getroffen door kwellingen", in: W.L. Idema, Spiegel van de klassieke Chinese poëzie, 1991, p. 78-88